# Sorbus discolor
Sorbus discolor är en rosväxtart som först beskrevs av Carl Maximowicz, och fick sitt nu gällande namn av Carl Maximowicz. Sorbus discolor ingår i släktet oxlar, och familjen rosväxter. Inga underarter finns listade i Catalogue of Life.